# Sarny
Sarny (ukrajinsky Сарни, rusky Сарны) jsou město v Rovenské oblasti na Ukrajině. Leží na řece Sluči severně od Rovna, Berezného a Kostopilu. V roce 2022 žilo ve městě zhruba 28 tisíc obyvatel.

## Historie

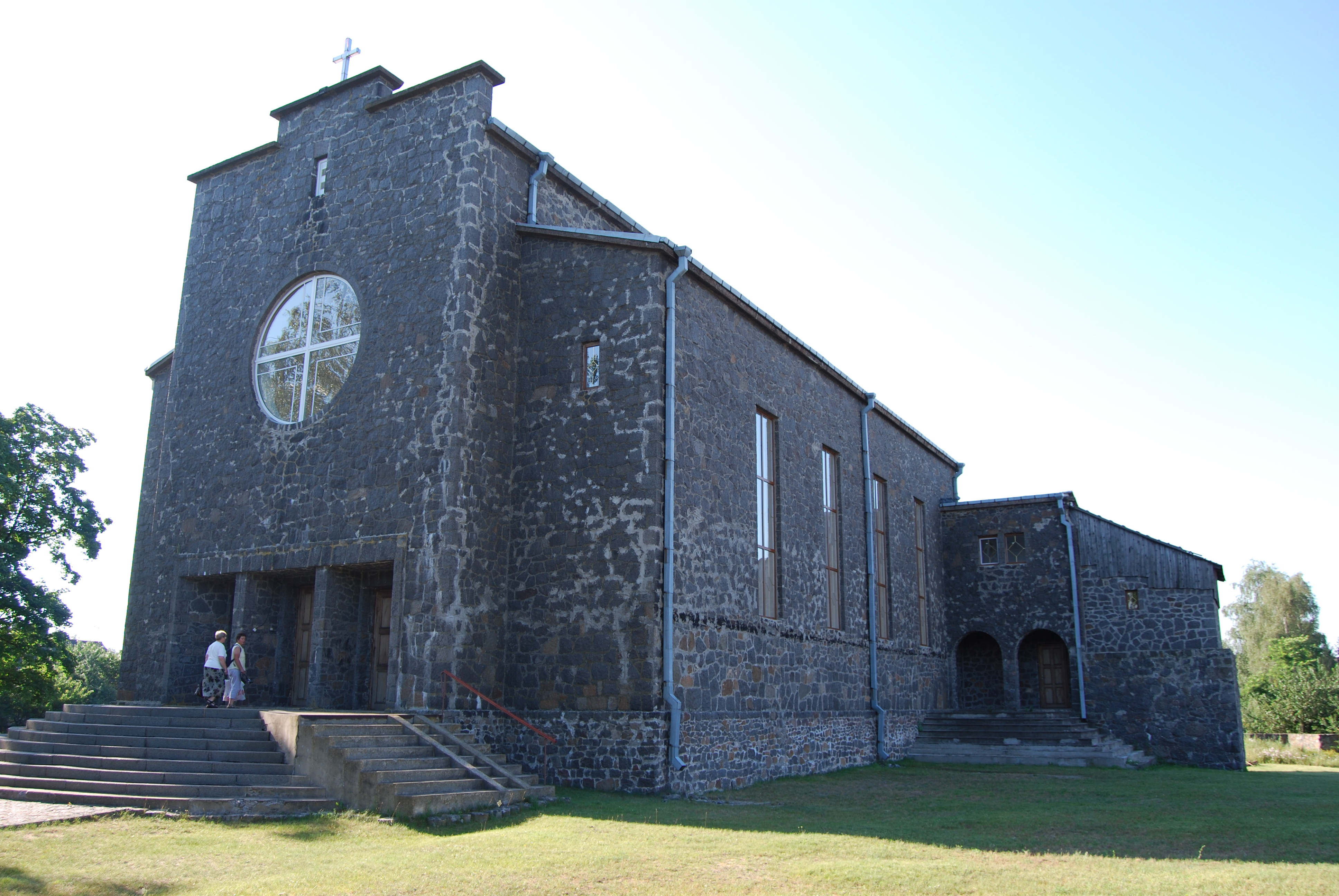
Katolický kostel ze dvacátých let

V roce 1885 byla v průsečíku železničních tratí Rovno – Luniněc a Kovel – Korosteň zřízena malá dřevěná železniční zastávka.